# 小行星4491
小行星4491（英語：4491 Otaru）是一颗围绕太阳公转的小行星。1988年9月7日，圓館金、渡邊和郎在北见发现了此天体。
这颗小行星的绝对星等为71.01722396783178等。